# Laurie Anderson
Laurie Anderson, właśc. Laura Phillips Anderson (ur. 5 czerwca 1947 w Wayne w Illinois) – amerykańska artystka eksperymentalna, piosenkarka, plastyczka, reżyserka, pisarka, rzeźbiarka, kompozytorka i performerka.

## Życiorys
Urodziła się 5 czerwca 1947 w Wayne w stanie Illinois. W dzieciństwie występowała w młodzieżowej orkiestrze symfonicznej w Chicago. W wieku 16 lat zainteresowała się fotografią artystyczna i zaczęła malować. Studiowała historię sztuki w Barbard College w Nowym Jorku oraz rzeźbę na Columbia University. Była publicystką w magazynach „Artforum” i „ARTnews”.
W pierwszej połowie lat 70. zaczęła prezentować publiczności żartobliwe happeningi muzyczne. Zdobyła popularność po wydaniu singla „O Superman” w 1981. Początkowo wydany w limitowanej edycji, wkrótce osiągnął drugie miejsce na angielskich listach przebojów. Anderson podpisała umowę z wytwórnią Warner Bros. i singla wydano ponownie. W tym samym roku wydała album pt. You’re the Guy I Want to Share My Money with z pisarzem Williamem S. Burroughsem i poetą Johnem Giorno. W latach 80. zaprezentowała trzy spektakle multimedialne: United States I–IV (1982), Home of the Brave (1984) i Empty Places (1989). Wydała także, nakładem wytwórni Warner Bros, kolejne albumy: Big Science (1982), Mister Heartbreak (1984), United States Live (1984), Home of the Brave (1986) i Strange Angels (1989).
Często współpracowała z innymi muzykami, m.in. z Peterem Gabrielem, Lou Reedem, Brianem Eno, Ryūichim Sakamoto, Jeanem Michelem Jarre'em, Philipem Glassem, Adrianem Belew, Hectorem Zazou, Kronos Quartet. W latach 70. współpracowała z komikiem Andym Kaufmanem.
Przez dwa lata pracowała jako artysta rezydent dla NASA, co przyczyniło się do powstania spektaklu The End of the Moon. Tworzy także instalacje multimedialne, konstruuje instrumenty muzyczne, wydała multimedialny CD-ROM Puppet Motel.
W listopadzie 2010 prezentowała spektakle „Delusion” oraz „Transitory Life” (retrospektywa opowiadań i improwizacji muzycznych).
Zasiadała w jury konkursu głównego na 73. MFF w Wenecji (2016).

## Życie prywatne
12 kwietnia 2008, podczas prywatnej ceremonii w Boulder w stanie Kolorado, Laurie poślubiła swojego wieloletniego partnera, Lou Reeda. Owdowiała 27 października 2013.
Jest buddystką.

## Dyskografia

### Albumy studyjne (solowe)
- Big Science (1982)
- Mister Heartbreak (1984)
- Home of the Brave (1986)
- Strange Angels (1989) m.in. z Bobbym McFerrinem
- Bright Red (1994)
- The Ugly One with the Jewels (1995) – album mówiony
- Life on a String (2001)
- Homeland (2010)
- Heart of a Dog (2015) – ścieżka dźwiękowa do filmu pod tym samym tytułem (pol. Serce psa)

### Albumy koncertowe
- United States Live (1984)
- Live at Town Hall: New York City (2002)

### Albumy kompilacyjne
- Talk Normal: The Laurie Anderson Anthology (2000)

### Albumy kolaboracyjne
- You're the Guy I Want to Share My Money with (1981) – z Williamem S. Burroughsem i Johnem Giorno
- Landfall (2018) – z zespołem Kronos Quartet[9]

### Single
- O Superman (1981)
- Big Science (1981)
- Sharkey's Day (1984)
- Language Is a Virus (1986)
- Strange Angels (1989)
- Babydoll (1989)
- Beautiful Red Dress (1990)
- In Our Sleep (1994)
- Mambo and Bling (2008)[10]
- Only an Expert (2010)[11]

## Filmy
- 1986 – Home of the Brave – zapis koncertów z trasy Home of the Brave
- 1990 – Laurie Anderson: Collected Videos
- 1993 – The Sensual Nature of Sound w wykonaniu 4 kompozytorów – Laurie Anderson, Tanii León, Meredith Monk i Pauline Oliveros.
- 2006 – Hidden Inside Mountains
- 2015 – Serce psa (Heart of a Dog, reż. Laurie Anderson)

## Koncerty w Polsce
- 12 marca 2006 wystąpiła ze spektaklem The End of the Moon we Wrocławiu podczas Przeglądu Piosenki Aktorskiej.
- 15 maja 2010 wystąpiła na Dziedzińcu Zamku Lubelskiego w Lublinie na koncercie wraz z Johnem Zornem i Billem Laswellem w ramach Festiwalu Tradycji i Awangardy Muzycznej Kody[12][13].
- 9 listopada 2010 wystąpiła w Teatrze Rozrywki w Chorzowie, w ramach Festiwalu Ars Cameralis[14]